# هنریک ناجی
هنریک ناجی (به سوئدی: Henrik Nagy) (زادهٔ ۱۹۷۸ میلادی در گوتنبورگ) نوازندهٔ گیتار، آهنگساز و مترجم اهل سوئد است. او سال‌ها روی موسیقی و فرهنگ ایرانی کار کرده و موسیقی‌اش را بر اساس اشعار خیام نیشابوری اجرا می‌کند.

## زندگی
هنریک ناجی در سال ۱۹۷۸ در سوئد به دنیا آمد. پدر او یک موزیسین حرفه‌ای بوده و هنریک به همراه برادرش یوهان از ۷ سالگی نواختن پیانو را نزد پدرش آغاز کرده‌است. او از ۱۲ سالگی به نواختن گیتار می‌پردازد و این ساز را به عنوان ساز تخصصی خود انتخاب می‌کند. هنریک سپس به مدرسهٔ موسیقی گوتبرگ رفته و سال ۱۳۷۶خورشیدی از آن‌جا فارغ‌التحصیل می‌گردد. هنریک ناجی قبل از آمدن به ایران، در سوئد چندین تور و کنسرت موسیقی را برگزار کرده و همچنین سرپرست گروه جان هاچینسون (از اعضای اصلی گروه دیوید بووی) بوده‌است.
هنریک ناجی بین سال‌های ۱۳۸۲ الی ۱۳۸۶ برای زندگی به ایران آمد. او پس از مسلمان شدن با یک ایرانی ازدواج کرده و در زمینهٔ تلفیق سازهای غربی و شرقی به تحقیق پرداخته‌است. او سال ۸۳ گروه هنریک ناجی را تشکیل داده و به اجرا و کار روی نوعی موسیقی تلفیقی پرداخته‌است.

## موسیقی
ناجی اشعار خیام را به زبان انگلیسی و با ترجمه‌هایی که از فیتزجرالد موجود است می‌خواند. او علاوه بر استفاده از ترجمه‌های موزون فیتزجرالد از اشعار خیام، خود نیز چندین رباعی خیام را انتخاب و ترجمه کرده و از آن‌ها هم در کنسرت‌هایش استفاده می‌کند.
او دربارهٔ علاقه‌اش به فرهنگ، موسیقی و شعر ایرانی می‌گوید:
در طول چندین سالی که روی موسیقی ایرانی کار کرده‌ام، متوجه شدم که مردم ایران و همچنین هنرمندان این سرزمین علاقهٔ خاصی به شعر ایرانی دارند. شعر از قدرت و مرتبهٔ بسیار بالایی در تاریخ و فرهنگ ایران برخوردار است. از این رو من هم سعی کردم که بیشترین صحه را روی اشعار بگذارم.
او دربارهٔ دلیل انتخاب رباعیات خیام می‌گوید:
وزن اصلی موسیقی غربی روی ریتم و موزیک است، در حالی که موسیقی ایرانی روی اشعار بنا می‌شود. این هم به این دلیل است که ایران به لحاظ شعر بسیار غنی و قوی است. ادبیات ایران جای کار بسیاری دارد و در موسیقی می‌شود استفاده‌های زیادی از آن کرد. رباعیات خیام هم به زیبایی از وزن و ریتم خوبی برخوردار است که حتی در ترجمه هم تا حدودی وزن آن حفظ می‌شود. من از برخی ترجمه‌های وزن‌دار فیتز جرالد از روی رباعیات خیام استفاده کرده‌ام. چندین رباعی دیگر را هم خودم به صورت وزن‌دار ترجمه کرده‌ام تا بخوانم، البته تمام سعی من این بوده که به مفهوم شعر ضربه نخورد و به اصل شعر وفادار بمانم.
هنریک ناجی در اجراهایش از سازهای غربی و شرقی استفاده می‌کند. او علاوه بر خوانندگی و آهنگسازی، گیتار هم می‌نوازد.
هنریک در مورد سبک کار و گروهش که بیشتر اعضای آن ایرانی‌اند، می‌گوید:
سبک ما موسیقی جهان (به انگلیسی: World Music) است. اما با این حال، کار ما کاری خاص است و چون بر اساس شعرجمع شده، با دیگر انواع موسیقی تلفیقی تفاوت‌هایی دارد؛ خصوصاً این‌که من در انتخاب افراد سعی کرده‌ام افرادی را انتخاب کنم که در موسیقی باز و انعطاف‌پذیرند.
هنریک ناجی در مورد شنوندگان و علاقه‌مندان موسیقی در ایران می‌گوید:
شنوندگان ایرانی با شنوندگان همهٔ دنیا متفاوتند. من پیش از این در هیچ جای دنیا ندیده بودم که تا این حد همه به موسیقی تا پایان اجرای قطعه گوش بدهند و تنها برای تفریح به کنسرت‌ها نیایند، اما در ایران این برخوردها را در تمامی برنامه‌های زنده دیدم.